# Novembre 2011 en sport
Cette page concerne l'actualité sportive du mois de novembre 2011

## Faits marquants

### Mardi1ernovembre
- Tennis : Nathalie Dechy et Guy Forget rejoignent le comité de pilotage du tournoi de Roland-Garros[20].

### Dimanche6 novembre
- Tennis : la République tchèque remporte la Fed Cup en dominant la Russie 3 à 2[21].

Equitation : Hickstead décède d'une rupture de l'aorte

### Samedi12 novembre
- Rallye automobile : Sébastien Loeb remporte son huitième titre mondial le 11 novembre 2011 avant même la fin du rallye de Grande-Bretagne. En effet, Mikko Hirvonen manque un point de freinage et endommage sa voiture en percutant une souche d’arbre dès la première journée de course, alors qu'il vient de prendre la tête du rallye et tente d'atteindre le seul objectif lui permettant d'être titré : marquer 9 points de plus que son adversaire. Le Finlandais étant officiellement contraint à l'abandon au terme de la première étape, Sébastien Loeb devient champion du monde[22].

### Dimanche13 novembre
- Tennis : Roger Federer remporte le Masters de Paris-Bercy en battant Jo-Wilfried Tsonga en finale (6-1, 7-6). Le Suisse remporte là son 69e titre et devient le deuxième joueur après Andre Agassi à remporter les deux tournois parisiens (Bercy et Roland-Garros)[23].